# Soós Imre (labdarúgó)
Soós Imre (Győr, 1969. november 17. –) magyar UEFA PRO diplomás labdarúgóedző, a Kisvárda vezetőedzője. Edzői pályafutását 2005-ben az MTE1904-nél kezdte a Magyar Labdarúgó Bajnokság második vonalában. Ezt követően irányította a Ceglédi VSE, a BKV Előre, a Gyirmót FC Győr, az SVSE, a BFC Siófok, majd a Kisvárda Mastergood Csapatait vezetőedzőként. 2016 nyarától az ETO FC Győr Sportigazgatója, majd 2018 márciustól ügyvezető igazgatója volt.
2021.től a Budapesti Corvinus Egyetem Vállalati pénzügy tanszék vendégelőadója, 2023. október 1-től a Pécsi Tudományegyetem egyetemi adjunktusa. 
2023-ban a Pécsi Tudományegyetem Egészségtudományi Karán doktori (PhD) fokozatot szerzett. Több hazai és nemzetközi publikáció szerzője és társszerzője